# Administradoras del Componente Complementario de Ahorro Individual
Las Administradoras del Componente Complementario de Ahorro Individual (ACCAI) son cuentas individuales a las que se dirigirán las cotizaciones a pensión de los trabajadores colombianos cuyo salario sea superior a los 2,3 salarios mínimos, quienes podrán efectuar los aportes pensionales sobre el valor que exceda ese monto. Estos aplica a los que no están en el régimen de transición. 
Además, son entidades vigiladas por la Superintendencia Financiera de Colombia que, conforme con la ley y el procedimiento establecido por esta Superintendencia, cuentan con la autorización para desarrollar la actividad de administración del componente complementario de ahorro individual del Pilar Contributivo.
El Decreto 1225 de 2024, es quien las reglamenta. A partir de puesta en marca del decreto los aportes a pensión obligatoria se harán a Colpensiones y a una ACCAI según corresponda. Los primeros 2.3 SMMLV serán cotizados en Colpensiones, mientras que los recursos que excedan  dicho monto deberán ser administrados por una Administradora.

## Sistema de Fondo de Pensiones en Colombia
Pensión:
- Tiene que tener un trabajo.
- 1300 semanas cerca de 26 años de trabajo.
- Cotizar una seguridad social

### Marco legal
La Ley 100 de 1993  que crea el Sistema de Seguridad Social Integral en Colombia, reúne un conjunto de entidades, normas y procedimientos a los cuales pueden tener acceso las personas y la comunidad con el fin principal de garantizar una mejor calidad de vida que este acorde con la dignidad humana. Con esta se autoriza la creación de las Sociedades Administradoras de Fondos de Pensiones, encargadas de administrar los recursos destinados a pagar las pensiones de los afiliados que escojan pensionarse de acuerdo con las condiciones en que estos fondos operaran de acuerdo con las disposiciones que dicha ley exige.[cita requerida]
La Ley 50 de 1990 por la cual se moderniza el código sustantivo del trabajo, que reglamentan las relaciones individuales entre el trabajador y el empleador buscando justicia y equilibrio entre ambas partes. Esta Ley modifica el antiguo régimen de cesantías en busca de crear condiciones más favorables para la estabilidad laboral de los colombianos y autoriza la creación de fondos dedicados al manejo de los aportes hechos a los trabajadores por este concepto. Las diferentes AFP, son las encargadas de administrar los fondos de pensiones, a través de planes, que permiten el ahorro por parte de los contribuyentes, generándoles beneficios o perdidas adicionales.

### Características
- Las AFP  garantizan a veces que los trabajadores se pensionen,suele ser un porcentaje muy bajo de pensionados.
- Son vigiladas por la Superintendencia Financiera de Colombia.

- Deben constituir garantías para responder por el manejo transparente y correcto de las inversiones de los recursos desarrollando planes de capitalización y pensiones.

- Deben garantizar a sus afiliados una rentabilidad mínima determinada con base en la metodología estandarizada de la Superintendencia Financiera de Colombia.[cita requerida]

- Hoy las AFP son los administradores de ahorro más importantes de Colombia.

- Las AFP administran las pensiones obligatorias y las cesantías de los trabajadores colombianos, pero además ofrecen pensiones voluntarias como instrumento de ahorro voluntario con una amplia gama de portafolios de inversión que se ajusta a los perfiles de riesgo de los afiliados.

### Qué ofrecen las AFP
- Pensión Obligatoria: es un pago que obtienen las personas afiliadas al Sistema General de Pensiones, que tiene como fin el amparo. Esta se obtiene a través de la afiliación a una administradora de Fondos de Pensiones y Cesantías. Este pago se financia con las cotizaciones obligatorias que realizan los trabajadores en su vida laboral.

- Cesantías: Son una prestación social de carácter obligatorio que debe ser liquidadas anualmente por el empleador al empleado. Equivalen a un mes de trabajo por cada año laborado y son consignadas al Fondo de Cesantías donde éste se encuentra afiliado.

- Pensión Voluntaria: Es un ahorro voluntario. Su pago es periódico y permite invertir capital de forma segura y productiva.

## Entidades autorizadas
| Fondo de Pensiones obligatoria | Activos (En millones de pesos) | Activos (En millones de pesos) |
| Colpensiones                   | 1 314 136                      | [ 2 ]                          |

### ACCAI
| N.° | País     | Entidad        | Activos (En millones de pesos) | Activos (En millones de pesos) | Afiliados  |
| --- | -------- | -------------- | ------------------------------ | ------------------------------ | ---------- |
| 1   | Colombia | AFP Porvenir   | 3 540 313                      | [ 3 ]                          | 14.500.000 |
| 2   | Colombia | AFP Protección | 2 784 070                      | [ 4 ]                          | 5.500.000  |
| 3   | Chile    | Colfondos      | 850 160                        | [ 5 ]                          | 1.740.000  |
| 4   | Suecia   | Skandia        | 660 558                        | [ 6 ]                          | 139.383    |
| 5   | Colombia | ACCAI Positiva |                                |                                |            |